# قتل غیرقانونی (مستند)
قتل غیرقانونی مستندی است که نگاهی دارد به مرگ پرنسس دایانا و دودی الفاید در تاریخ ۳۱ اوت ۱۹۹۷. این فیلم از نظر مالی توسط محمد الفاید تأمین شده‌است و در جشنواره فیلم کن به نمایش درآمد. این فیلم الیزابت دوم را متهم به ترور دودی الفاید و پرنسس دایانا می‌کند. هر چند این فیلم برای پخش در انگلستان به ۸۷ ویرایش و حذف احتیاج دارد اما کارگردان فیلم امیدوار است در کشورهایی نظیر آمریکا این فیلم مورد استقبال قرار گیرد.